# Ford Customline
Ford Customline var en amerikansk bilmodell tillverkad modellåren 1952-1956 av Ford Motor Company. Customline var mellan-modellen över Ford Mainline, men under Ford Crestline och senare Ford Fairlane. Inför  1957 ändrade man modellnamnet till Ford Custom 300.

## Produktion
Customlineserien erbjöds från början i fyra olika karossalternativ: en två-dörrars sedan kallad Tudor Sedan, en två-dörrars coupe kallad Club Coupe, en fyra-dörrars sedan kallad Fordor Sedan och en sexsitsig fyra-dörrars stationsvagn kallad Country Sedan. Inför 1954 utökades modellutbudet med en sexsitsig två-dörrars stationsvagn som kallades Ranch Wagon.
Inför modellåret 1955 genomförde Ford stora förändringar i modellserierna, vilket innebar att alla stationsvagnar bröts ur och bildade en egen serie kallad Station Wagon. Likaså försvann Club Coupe-modellen. År 1956 tillkom slutligen en ny karossmodell: en två-dörrars hardtop kallad Victoria Coupe.
| Kod    | Modellnamn              | Antal     |
| 59 B   | Ranch Wagon             | 36 086    |
| 64 D   | Victoria Coupe          | 33 130    |
| 70 B   | Tudor Sedan             | 1 175 973 |
| 72 B   | Club Coupe              | 104 500   |
| 73 B   | Fordor Sedan            | 1 231 401 |
| 79 B   | Country Sedan 6-p Wagon | 98 054    |
| Totalt | Customline              | 2 679 144 |
| ------ | ----------------------- | --------- |

## Bildgalleri

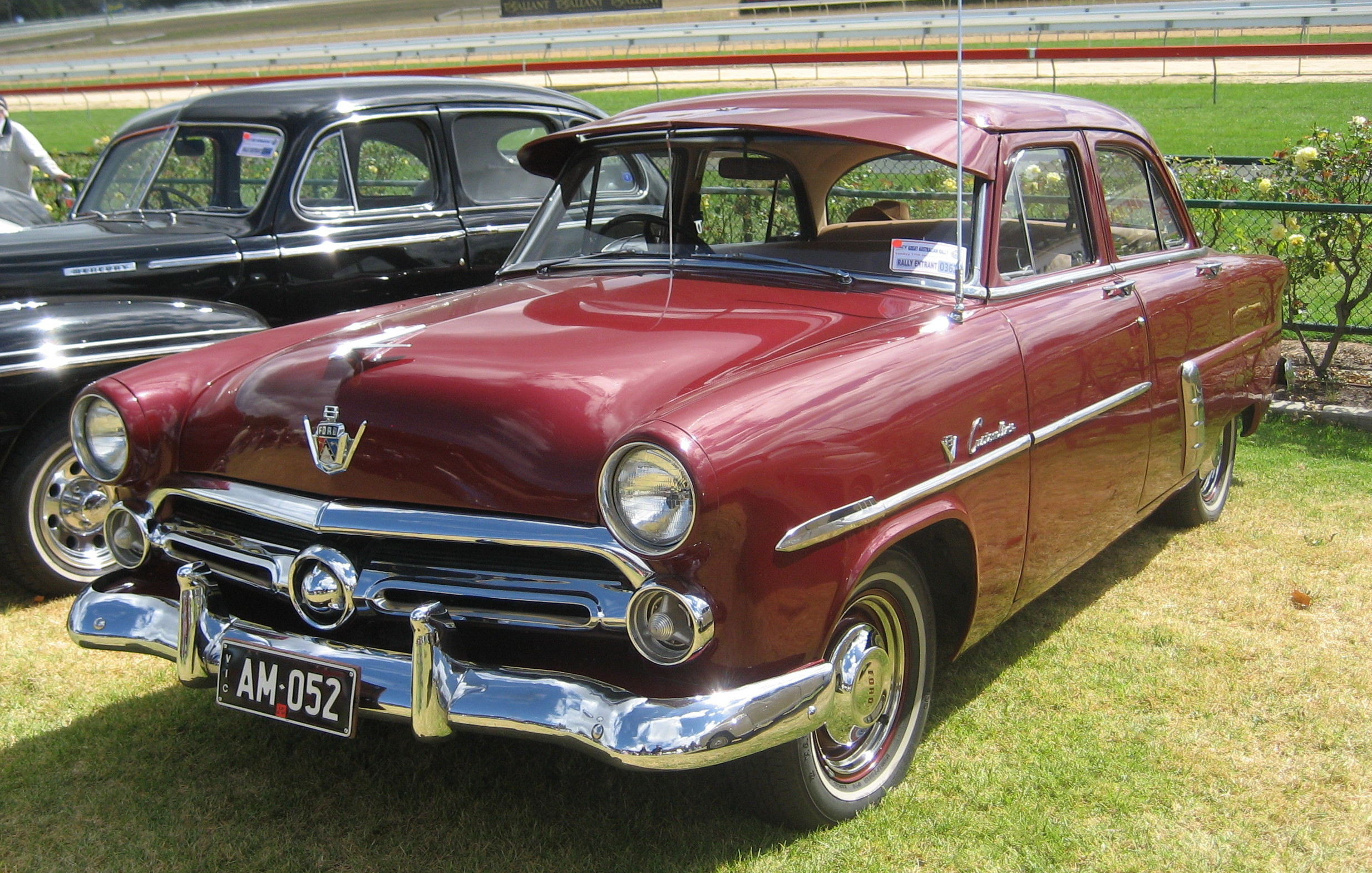
1952 Ford Customline Fordor Sedan
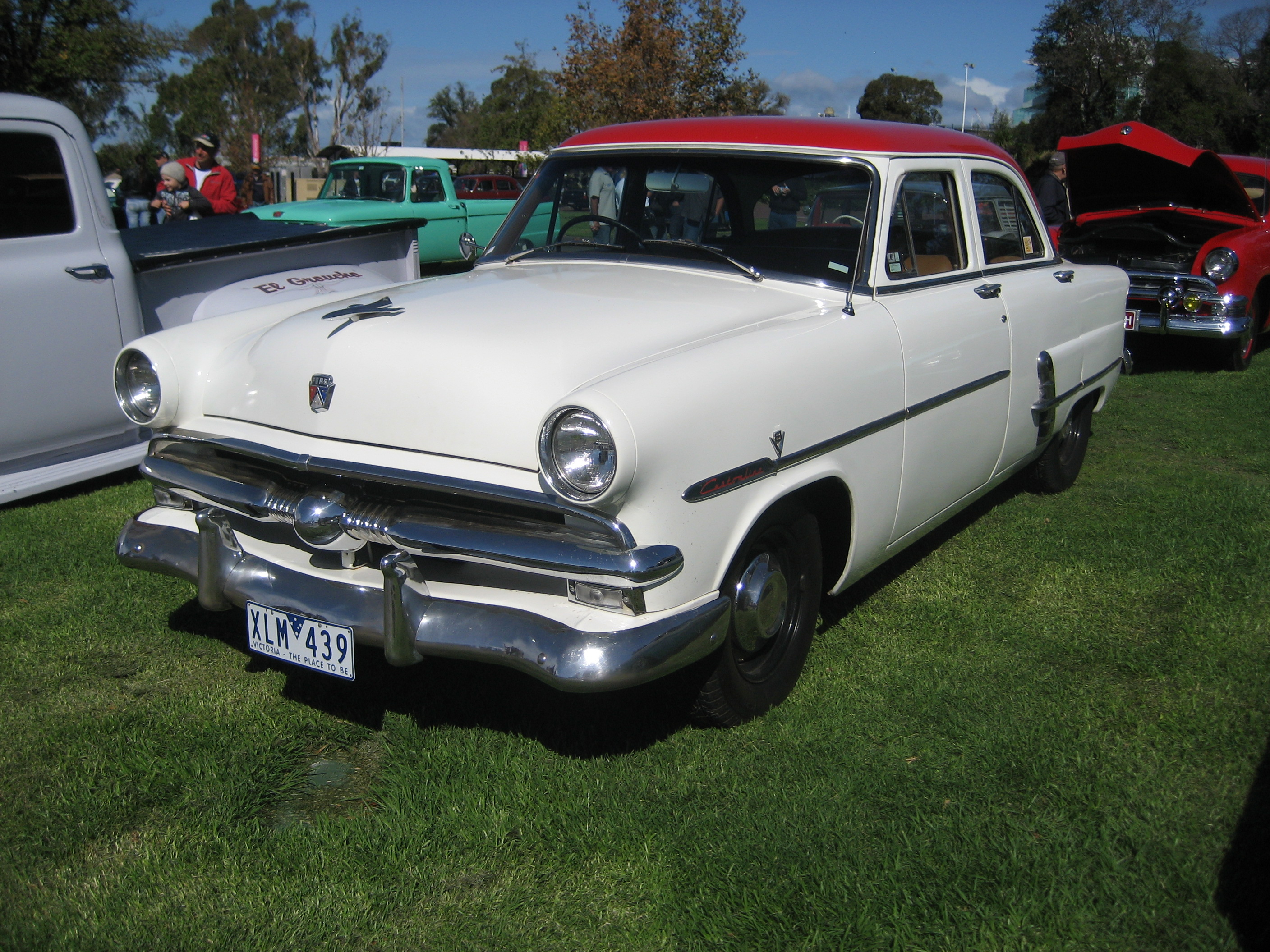
1953 Ford Customline Fordor Sedan
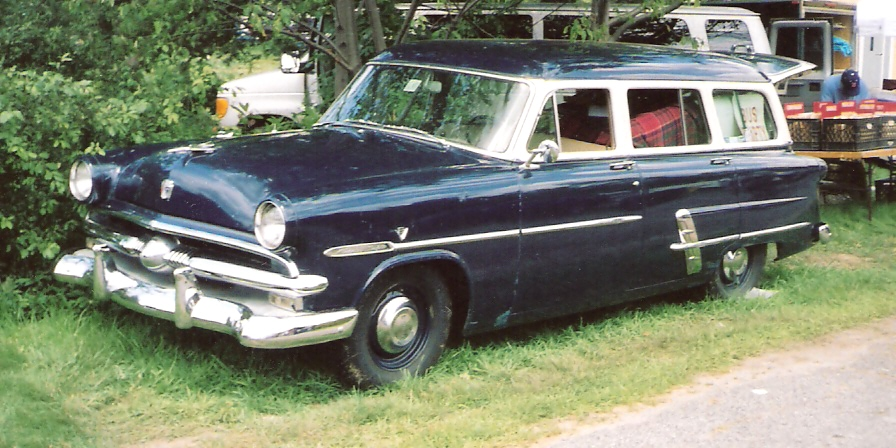
1953 Ford Country Sedan Wagon
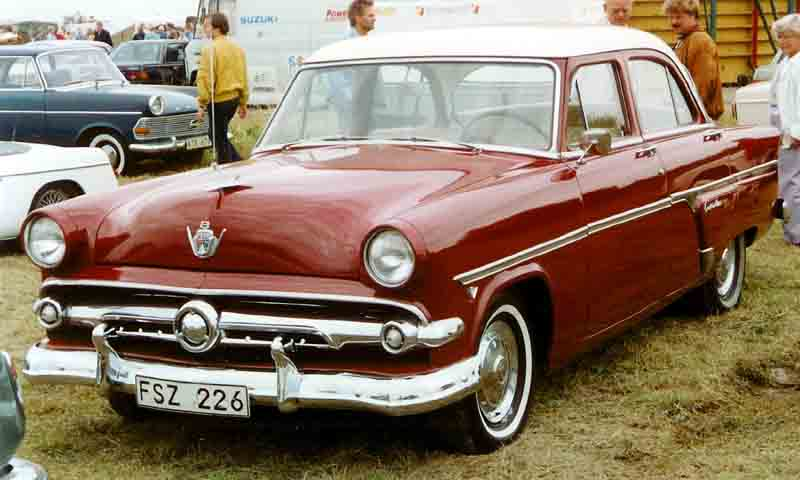
1954 Ford Customline Fordor Sedan
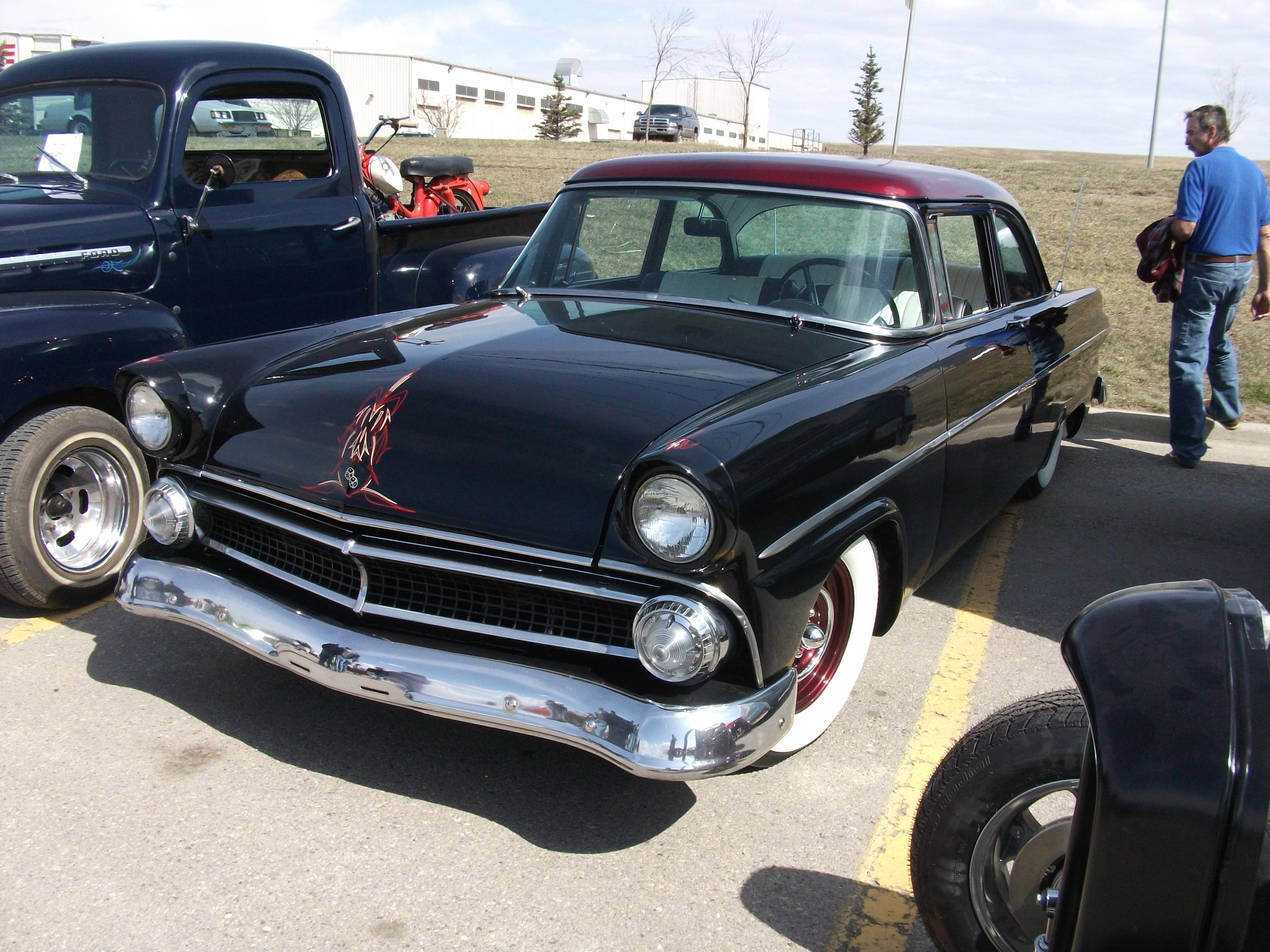
1955 Ford Customline Tudor Sedan (i modifierat utförande)
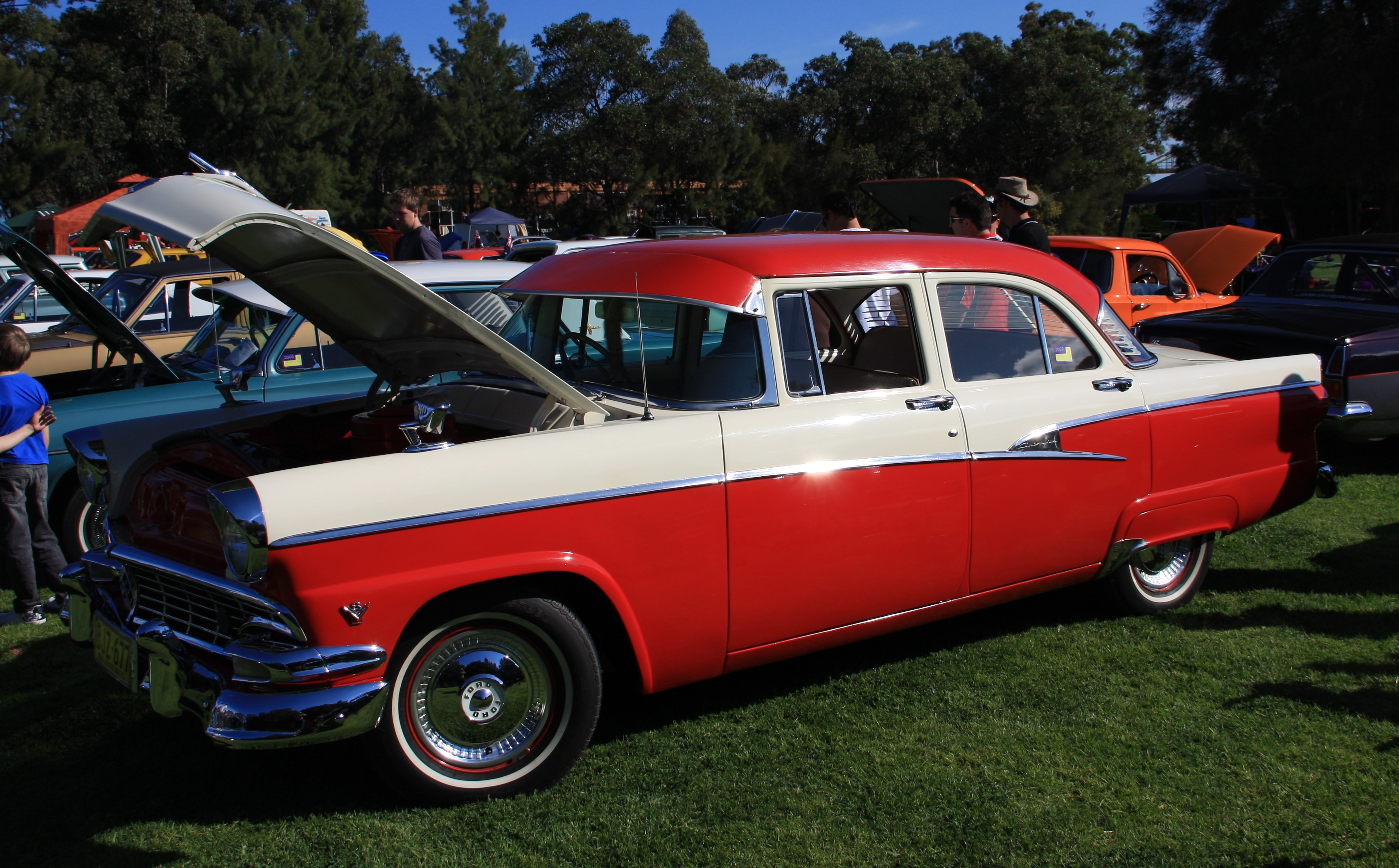
1956 Ford Customline Fordor Sedan
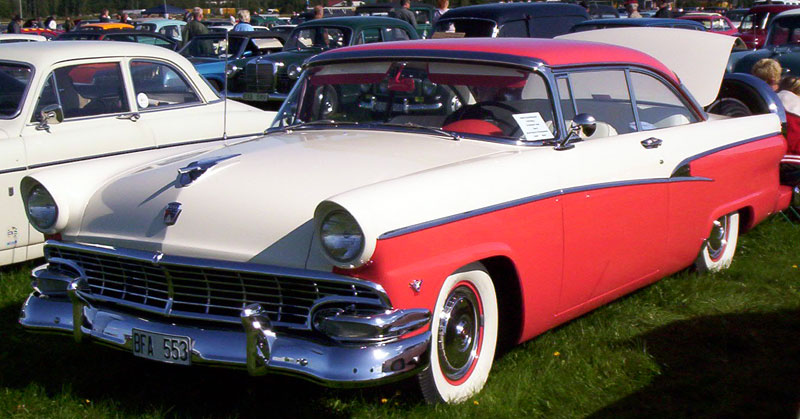
1956 Ford Customline Victoria Coupe

### Fotnoter
1. ↑  Produktion av Tudor Sedan uppdelad på modellår: 1952 (175 762), 1953 (305 433), 1954 (293 375), 1955 (236 575), 1956 (164 828)
2. ↑  Produktion av Club Coupe uppdelad på modellår: 1952 (26 550), 1953 (43 999), 1954 (33 951)
3. ↑  Produktion av Fordor Sedan uppdelad på modellår: 1952 (188 303), 1953 (374 487), 1954 (262 499), 1955 (235 417), 1956 (170 695)
4. ↑  Produktion av Country Sedan uppdelad på modellår: 1952 (11 927), 1953 (37 743), 1954 (48 384)
5. ↑  Total produktion av Customline uppdelad på modellår: 1952 (402 542), 1953 (761 662), 1954 (674 295), 1955 (471 992), 1956 (368 653)